# Neocoenorhinidius pauxillus
Neocoenorhinidius pauxillus là một loài bọ cánh cứng trong họ Rhynchitidae. Loài này được Germar miêu tả khoa học năm 1824.